# گولبرانا
گولبرانا (به سوئدی: Gullbranna) یک سکونتگاه مسکونی در سوئد است که در شهر هالمستاد واقع شده‌است.

## خصوصیات
گولبرانا ۰٫۵۱ کیلومترمربع مساحت و ۷۰۴ نفر جمعیت دارد.